# Apsilochorema chelicerum
Apsilochorema chelicerum är en nattsländeart som beskrevs av Schmid 1989. Apsilochorema chelicerum ingår i släktet Apsilochorema och familjen Hydrobiosidae. Inga underarter finns listade i Catalogue of Life.